# Hiệp hội Nghiên cứu Hòa bình Quốc tế
Hiệp hội Nghiên cứu Hòa bình Quốc tế, viết tắt theo tiếng Anh là IPRA (International Peace Research Association) là một tổ chức phi chính phủ - phi lợi nhuận quốc tế hoạt động trong lĩnh vực nghiên cứu hòa bình và an ninh.
IPRA thành lập năm 1964, là thành viên liên hiệp khoa học của  Hội đồng Khoa học Quốc tế , và của Hội đồng Khoa học Xã hội Quốc tế (ISSC) trước đây.
IPRA có vị trí cố vấn tại Hội đồng Kinh tế và Xã hội Liên Hợp Quốc (ECOSOC, Economic and Social Council).

## Tổ chức
Theo Điều 71 của Hiến chương Liên Hợp Quốc và Nghị quyết ECOSOC 1996/31, tổ chức cố vấn danh sách có thể đóng góp vào các mục tiêu và chương trình của Liên Hợp Quốc bằng cách phục vụ với tư cách chuyên gia kỹ thuật, cố vấn hoặc chuyên gia tư vấn, tại các cuộc họp của Hội đồng ECOSOC hoặc Uỷ ban của nó, khi được Tổng Thư ký mời. IPRA cũng có thể tham gia vào các hoạt động của Hội nghị các tổ chức phi chính phủ ở vị trí tư vấn với LHQ.

## Hoạt động
Năm 1989 IPRA nhận được giải thưởng UNESCO về Giáo dục Hòa bình (UNESCO Prize for Peace Education).
IPRA tổ chức đại hội 2 năm một kỳ.
| Nr. | Đại hội                                                         | Địa điểm            | Địa điểm     |
| --- | --------------------------------------------------------------- | ------------------- | ------------ |
| 27. | IPRA 2018                                                       |                     |              |
| 26. | IPRA 2016 Lưu trữ ngày 28 tháng 10 năm 2016 tại Wayback Machine | Freetown            | Sierra Leone |
| 25. | IPRA 2014 Lưu trữ ngày 23 tháng 8 năm 2015 tại Wayback Machine  | Istanbul            | Thổ Nhĩ Kỳ   |
| 24. | IPRA 2012                                                       | Tsu                 | Nhật Bản     |
| 23. | IPRA 2010                                                       | Sydney              | Úc           |
| 22. | IPRA 2008                                                       | Leuven              | Bỉ           |
| 21. | IPRA 2006                                                       | Calgary             | Canada       |
| 20. | IPRA 2004                                                       | Sopron              | Hungary      |
| 19. | IPRA 2002                                                       | Suwon               | Hàn Quốc     |
| 18. | IPRA 2000                                                       | Tampere             | Phần Lan     |
| 17. | IPRA 1998                                                       | Durban              | Nam Phi      |
| 16. | IPRA 1996                                                       | Brisbane            | Úc           |
| 15. | IPRA 1994                                                       | Valletta            | Malta        |
| 14. | IPRA 1992                                                       | Kyoto               | Nhật Bản     |
| 13. | IPRA 1990                                                       | Groningen           | Hà Lan       |
| 12. | IPRA 1988                                                       | Rio de Janeiro      | Brasil       |
| 11. | IPRA 1986                                                       | Sussex              | Anh          |
| 10. | IPRA 1983                                                       | Győr                | Hungary      |
| 9.  | IPRA 1981                                                       | Orillia             | Canada       |
| 8.  | IPRA 1979                                                       | Königstein, Bavaria | Tây Đức      |
| 7.  | IPRA 1977                                                       | Oaxtepec            | México       |
| 6.  | IPRA 1975                                                       | Turku               | Phần Lan     |
| 5.  | IPRA 1974                                                       | Varanasi            | Ấn Độ        |
| 4.  | IPRA 1971                                                       | Bled                | Nam Tư       |
| 3.  | IPRA 1969                                                       | Karlovy Vary        | Tiệp Khắc    |
| 2.  | IPRA 1967                                                       | Tallberg            | Thụy Điển    |
| 1.  | IPRA 1965                                                       | Groningen           | Hà Lan       |

## Ngày lễ quốc tế vì Hòa bình và Phát triển
Các ngày lễ quốc tế hướng tới Hòa bình, do Liên Hợp Quốc hoặc các tổ chức trực thuộc đề xuất và ban hành.
- Ngày Quốc tế Thể thao vì Phát triển và Hòa bình (International Day of Sport for Development and Peace)được cử hành vào ngày 6 tháng 4. Ngày này được Liên Hợp Quốc thông qua trong Nghị quyết A/RES/67/296.
- Ngày Quốc tế Hòa bình (International Day of Peace) được cử hành vào ngày 21 tháng 9. Ngày này được Liên Hợp Quốc thông qua trong Nghị quyết A/RES/36/67 và A/RES/55/282.
- Ngày Khoa học Thế giới vì Hòa bình và Phát triển (World Science Day for Peace and Development) được cử hành vào ngày 10 tháng 11 hàng năm. Ngày này được UNESCO đề xuất trong Nghị quyết "C/Resolution 20"[6] để tổ chức các hoạt động nhằm thúc đẩy nhận thức vì hòa bình và phát triển trên toàn thế giới. Đề xuất được Liên Hợp Quốc công nhận.[7]
- Năm Quốc tế về Văn hóa Hòa bình (International Year for the Culture of Peace) được Liên Hợp Quốc chọn là năm 2000.